# Coppa delle Coppe 1987-1988
La Coppa delle Coppe 1987-1988 è stata la 28ª edizione della competizione calcistica europea Coppa delle Coppe UEFA.
Venne vinta a sorpresa dagli outsider belgi del Malines, al loro debutto nelle coppe europee, superando in finale gli olandesi dell'Ajax. Da segnalare il cammino dell'Atalanta, squadra della seconda serie italiana giunta fino alle semifinali ed eliminata proprio dai futuri vincitori del torneo: questo è tuttora il miglior piazzamento nelle coppe europee di un club non iscritto alla massima categoria nazionale.

## Turno preliminare
| Squadra 1    | Totale | Squadra 2       | Andata | Ritorno |
| ------------ | ------ | --------------- | ------ | ------- |
| AEL Limassol | 1 - 6  | Dunajská Streda | 0 - 1  | 1 - 5   |

## Sedicesimi di finale
| Squadra 1         | Totale | Squadra 2           | Andata | Ritorno         |
| ----------------- | ------ | ------------------- | ------ | --------------- |
| Malines           | 3 - 0  | Dinamo Bucurest     | 1 - 0  | 2 - 0           |
| St Mirren         | 1 - 0  | Tromsø              | 1 - 0  | 0 - 0           |
| Real Sociedad     | 2 - 0  | Śląsk Wrocław       | 0 - 0  | 2 - 0           |
| Dinamo Minsk      | 4 - 1  | Gençlerbirliği      | 2 - 0  | 2 - 1           |
| Vitosha Sofia     | 2 - 3  | Ofi Creta           | 1 - 0  | 1 - 3           |
| Merthyr Tydfil    | 2 - 3  | Atalanta            | 2 - 1  | 0 - 2           |
| ÍA                | 0 - 1  | Kalmar              | 0 - 0  | 0 - 1 (dts)     |
| Sporting Lisbona  | 6 - 4  | Tirol Innsbruck     | 4 - 0  | 2 - 4           |
| Vllaznia          | 6 - 0  | Sliema Wanderers    | 2 - 0  | 4 - 0           |
| RoPS              | 1 - 1  | Glentoran           | 0 - 0  | 1 - 1           |
| Lokomotive Lipsia | 0 - 1  | Olympique Marsiglia | 0 - 0  | 0 - 1           |
| Aalborg           | 1 - 1  | Hajduk Spalato      | 1 - 0  | 0 - 1 (2-4 dcr) |
| Újpest            | 2 - 3  | Den Haag            | 1 - 0  | 1 - 3           |
| Dunajská Streda   | 3 - 4  | Young Boys          | 2 - 1  | 1 - 3           |
| Avenir Beggen     | 0 - 8  | Amburgo             | 0 - 5  | 0 - 3           |
| Ajax              | 6 - 0  | Dundalk             | 4 - 0  | 2 - 0           |

## Ottavi di finale
| Squadra 1           | Totale | Squadra 2        | Andata | Ritorno |
| ------------------- | ------ | ---------------- | ------ | ------- |
| Malines             | 2 - 0  | St Mirren        | 0 - 0  | 2 - 0   |
| Real Sociedad       | 1 - 1  | Dinamo Minsk     | 1 - 1  | 0 - 0   |
| Ofi Creta           | 1 - 2  | Atalanta         | 1 - 0  | 0 - 2   |
| Kalmar              | 1 - 5  | Sporting Lisbona | 1 - 0  | 0 - 5   |
| Vllaznia            | 0 - 2  | RoPS             | 0 - 1  | 0 - 1   |
| Olympique Marsiglia | 7 - 0  | Hajduk Spalato   | 4 - 0  | 3 - 0   |
| Den Haag            | 2 - 2  | Young Boys       | 2 - 1  | 0 - 1   |
| Amburgo             | 0 - 3  | Ajax             | 0 - 1  | 0 - 2   |

## Quarti di finale
| Squadra 1  | Totale | Squadra 2           | Andata | Ritorno |
| ---------- | ------ | ------------------- | ------ | ------- |
| Malines    | 2 - 1  | Dinamo Minsk        | 1 - 0  | 1 - 1   |
| Atalanta   | 3 - 1  | Sporting Lisbona    | 2 - 0  | 1 - 1   |
| RoPS       | 0 - 4  | Olympique Marsiglia | 0 - 1  | 0 - 3   |
| Young Boys | 0 - 2  | Ajax                | 0 - 1  | 0 - 1   |

## Semifinali
| Squadra 1           | Totale | Squadra 2 | Andata | Ritorno |
| ------------------- | ------ | --------- | ------ | ------- |
| Malines             | 4 - 2  | Atalanta  | 2 - 1  | 2 - 1   |
| Olympique Marsiglia | 2 - 4  | Ajax      | 0 - 3  | 2 - 1   |

## Finale
| Arbitro: | Dieter Pauly |

|              |           |  |
| den Boer 53’ | Marcatori |  |

| Malines | Ajax |

| Malines       |    |                    |  |             |
|               |    |                    |  |             |
| POR           | 1  | Michel Preud'homme |  |             |
| DIF           | 4  | Wim Hofkens        |  | 23’         |
| DIF           | 3  | Leo Clijsters (C)  |  |             |
| DIF           | 9  | Geert Deferm       |  |             |
| DIF           | 5  | Graeme Rutjes      |  |             |
| CEN           | 6  | Koen Sanders       |  | Ammonizione |
| CEN           | 2  | Marc Emmers        |  |             |
| CEN           | 8  | Erwin Koeman       |  |             |
| CEN           | 7  | Pascal de Wilde    |  | 60’         |
| ATT           | 11 | Piet den Boer      |  | Ammonizione |
| ATT           | 10 | Eli Ohana          |  |             |
| Sostituzioni: |    |                    |  |             |
| CEN           |    | Paul De Mesmaeker  |  | 60’         |
| CEN           |    | Paul Theunis       |  | 73’         |
| Allenatore:   |    |                    |  |             |
| Aad de Mos    |    |                    |  |             |

| Ajax           |    |                   |     |             |
|                |    |                   |     |             |
| POR            | 1  | Stanley Menzo     |     |             |
| DIF            | 2  | Danny Blind       | 16’ |             |
| DIF            | 3  | Peter Larsson     |     |             |
| DIF            | 4  | Frank Verlaat     |     | 73’         |
| DIF            | 6  | Jan Wouters       |     | Ammonizione |
| CEN            | 5  | Arnold Scholten   |     |             |
| CEN            | 10 | Aron Winter       |     |             |
| CEN            | 11 | Arnold Mühren (C) |     |             |
| ATT            | 7  | John van 't Schip |     | 57’         |
| ATT            | 8  | Rob Witschge      |     |             |
| ATT            | 9  | John Bosman       |     |             |
| Sostituzioni:  |    |                   |     |             |
| CEN            | 17 | Dennis Bergkamp   |     | 57’         |
| ATT            | 16 | Henny Meijer      |     | 73’         |
| Allenatore:    |    |                   |     |             |
| Barry Hulshoff |    |                   |     |             |